# Metauro
(Torquato Tasso, Canzone al Metauro, vv 1-3, 1578)
Il Metauro (Metàvar, Metàure in dialetto gallo-piceno) è il principale fiume della regione Marche per lunghezza con 121 km totali di corso (includendo il ramo sorgentizio del Meta, diversamente il fiume avrebbe un corso di 110 km), portata media d'acque (circa 21 m³/s) ed estensione di bacino (1 325 km²).

## Corso del fiume
Origina da un ampio ventaglio (50 km) di sorgenti e corsi d'acqua (molti caratterizzati da discreti deflussi idrici anche in estate) a Badia Tedalda, fra l'Alpe della Luna, il monte Nerone (1 526 m s.l.m.) e il monte Catria (1 702 m s.l.m.).
Il suo nome (in latino Metaurus o Mataurus) deriva dalla semplice fusione per concatenamento dei nomi dei due rami sorgentizi principali che lo originano: i torrenti Meta (che scende dal valico appenninico di Bocca Trabaria, 1 044 m s.l.m.) e Auro (che scende invece dal Monte Maggiore, 1 384 m s.l.m.).
Il Metauro, lungo il suo articolato tratto medio-alto, bagna svariati centri tra i quali Sant'Angelo in Vado (dove forma la suggestiva Cascata del Sasso), Urbania, Fermignano e Fossombrone dove, presso la selvaggia Forra di San Lazzaro, riceve da destra il Candigliano, suo principale tributario.
Scorrendo in una valle ampia e profondamente incassata giunge poi nel nuovo comune sparso di Colli al Metauro, precisamente nelle frazioni di Calcinelli (municipio di Saltara) e Villanova (municipio di Montemaggiore al Metauro) dove inizia il suo tratto di pianura. Qui un canale di 3,6 km si separa dal fiume e passa per Cerbara (nel municipio di Piagge, facente parte del nuovo comune di Terre Roveresche) dove è stata inaugurata dall'Enel nel 2007 una centrale idroelettrica.
Più a valle, una traversa artificiale sbarra il corso del Metauro per rifornire d'acqua il canale Albani che attraversa la città di Fano e la zona industriale di Bellocchi (comune di Fano).
Dopodiché il fiume va a sfociare nell'Adriatico lambendo la periferia sud-est dello stesso centro abitato.
Fra gli affluenti è da segnalare quasi unicamente il fiume Candigliano, noto per il famoso tratto ingolato della Gola del Furlo, che con i suoi affluenti Biscubio e Burano e il sub-affluente Bosso, drena oltre metà dell'intero bacino dello stesso Metauro, fornendogli ben 13,6 m³/s di apporto medio, ovvero oltre 2/3 della sua portata media annua.

## Comuni attraversati
Il Metauro bagna i seguenti comuni in ordine partendo dalle sorgenti dei torrenti Meta e Auro:
- Badia Tedalda (Provincia di Arezzo)
- Borgo Pace
- Mercatello sul Metauro
- Sant'Angelo in Vado
- Peglio
- Urbania
- Acqualagna
- Fermignano
- Urbino
- Fossombrone
- Sant'Ippolito
- Montefelcino
- Colli al Metauro
- Terre Roveresche (municipi di Orciano di Pesaro e Piagge)
- Cartoceto
- Fano

## Regime idrologico
Il Metauro ha un regime marcatamente torrentizio di tipo appenninico, ma con portate minime estive che tuttavia nel medio corso non scendono quasi mai sotto i 2 m³/s, grazie ad una certa permeabilità del suo alto bacino.
I massimi valori di portata si registrano in autunno e in primavera con piene che, nel caso di precipitazioni eccezionali, possono sfiorare nel tratto basso valori di 2 200 m³/s, causando anche danni notevoli. Il modulo medio annuo più elevato è di circa 21 m³/s.
Nel dettaglio, alcune misurazioni medie di portata annua danno approssimativamente questi valori:
- Sant'Angelo in Vado: 3,2 m³/s
- Calmazzo: 6,9 m³/s
- Barco di Bellaguardia: 20,8 m³/s
- Ponte degli Alberi: 17,5 m³/s

Alcuni bacini idroelettrici sfruttano le sue acque per la produzione di energia elettrica: è ad esempio il caso della diga del Furlo sul fiume Candigliano, il Bacino di San Lazzaro presso Fossombrone, l'invaso di Tavernelle, che influenzano (anche se non pesantemente) l'andamento delle portate.

## Storia
Storicamente il Metauro ha rappresentato, col Tronto, una delle due vie preferenziali per collegare la Valle Tiberina (e quindi Roma) con la costa adriatica. Infatti lungo il Metauro corre la Via Flaminia (che poi prosegue risalendo il Candigliano attraverso la Gola del Furlo, il Burano fino al valico della Forca Lupara che sovrasta il nodo di Scheggia), mentre lungo il Tronto corre la Via Salaria.
Il fiume è noto agli storici per la terribile e sanguinosissima (forse 30 000 morti) battaglia del Metauro del 207 a.C., tra i consoli romani Marco Livio Salinatore e Gaio Claudio Nerone, da un lato (a capo di un esercito di 40 000 uomini), che risultarono vincitori, e Asdrubale Barca, fratello di Annibale, dall'altro, che fu decapitato (l'esercito di Asdrubale, forte di 30 000 uomini fu letteralmente annientato) e la cui testa mozzata fu, poi, gettata nel campo di Annibale che attendeva, invano, il fratello Asdrubale in Apulia. La battaglia del Metauro (avvenuta probabilmente presso Montemaggiore al Metauro, a circa 15 km dal mare; secondo qualche altro studioso, come Gottardo Buroni, nella piana di San Silvestro tra Fermignano e Urbania), assolutamente decisiva per il controllo dell'Italia da parte di Roma, conferma che la cesura appenninica del fiume era una delle vie preferenziali nell'antichità per arrivare a Roma.
Una seconda battaglia combattuta nel medesimo sito è passata alla storia come battaglia di Fano: combattuta nel 271 tra l'imperatore romano Aureliano e gli Alemanni, si risolse in una vittoria dei Romani, che costrinsero gli Alemanni, disposti con le spalle al fiume, ad arretrare, perdendo molti uomini annegati nel fiume.

## Arte
- Il ponte sul Metauro è un importante quadro di Anselmo Bucci, realizzato nel 1949-1950 e facente parte della collezione Verzocchi, attualmente conservata alla Pinacoteca Civica di Forlì.
- La Canzone al Metauro è un componimento poetico di Torquato Tasso, tratto dalle Rime e che segna il punto forse più alto della lirica del poeta.

## Natura e Sport
Per la selvaggia bellezza di alcuni suoi tratti, la buona qualità delle sue acque e una certa consistenza delle portate, il Metauro è una nota meta del centro Italia per gli appassionati di sport acquatici come kayak e torrentismo.

## Festività legate al fiume
In settembre, annualmente, viene celebrata la 'Festa del fiume Metauro'.